# Martin Nahodil
Martin Nahodil (* 15. března 1986, Brno, Československo) je český fotbalový brankář, momentálně působící v týmu FC Soběšice. Aktuálně na testech v brněnském futsalovém klubu Madrid Brno CF.

## Klubové statistiky
Aktuální k 26. května 2012
| Sezona | Klub                  | Země      | Soutěž  | Zápasy | Góly |
| ------ | --------------------- | --------- | ------- | ------ | ---- |
| 06/07  | FC Soběšice           | Česko     | 6. liga | 7      | 0    |
|        | FC Olešnice           | Česko     | 7. liga | 11     | 0    |
| 07/08  | FC Slovan Rosice      | Česko     | 5. liga | 22     | 0    |
| 08/09  | FK APOS Blansko       | Česko     | 4. liga | 15     | 0    |
|        | FK MKZ Rájec-Jestřebí | Česko     | 4. liga | 15     | 0    |
| 09/10  | FK Mutěnice           | Česko     | MSFL    | 15     | 0    |
|        | FK Sezimovo Ústí      | Česko     | ČFL     | 11     | 0    |
| 10/11  | FK Dunajská Streda    | Slovensko | 1. liga | 2      | 0    |
|        | MŠK Námestovo         | Slovensko | 2. liga | 15     | 0    |
| 11/12  | FC Zbrojovka Brno B   | Česko     | MSFL    | 15     | 0    |
|        | FC Sparta Brno        | Česko     | 4. liga | 25     | 0    |
|        | celkem                |           |         | 0      | 0    |